# Estación Charbonier
Charbonier es una estación de ferrocarril ubicada en la localidad de Charbonier del Departamento Punilla, provincia de Córdoba, Argentina.

## Ubicación
Se encuentra en el Km 532.6 del Ramal A1 del Ferrocarril General Belgrano. Este ramal sólo presta servicios de pasajeros entre Cosquín y Alta Córdoba dentro de la Ciudad de Córdoba.
No presta servicios desde principios de la década de 1990.